# Tan lontan
Le tan lontan est une expression réunionnaise (littéralement le temps longtemps) qui signifie 'le passé'. Elle désigne la période allant de 1938 (fin de l’engagisme) à 1975 (le baby boom) sur l'île de La Réunion. C’est une période de rupture avec le mode de vie issu de la société de plantation. Elle est marquée à son démarrage par la fin de l'Engagisme (1938), la Seconde Guerre Mondiale et la loi de départementalisation (1946) qui survient après la seconde guerre. 

## Une période de modernisation
La Réunion connaît alors une modernisation progressive et importante de l'île. Cette période est également marquée par ce que les sociologues réunionnais appellent la Modernité. En 1946, assimiler La Réunion à tout autre département Français était impossible, ne serait-ce que pour des raisons géographiques et climatiques, sans parler de la différence de niveau de vie. La tâche la plus urgente est donc de doter l’île d’une infrastructure économique convenant à un pays moderne. Cette modernisation va passer par plusieurs étapes qui vont transformer radicalement le paysage réunionnais, c’est le passage à la Modernité. Cette modernité s'accompagne de transferts économiques et sociaux importants de la France métropolitaine vers La Réunion.  

## Une période pour comprendre l'homme réunionnais
Ce schéma amène des ruptures qui pour autant ne défont pas le lien avec la tradition, même si dans une large partie de ces manifestations, cette tradition s’appauvrit. Ce marqueur chronologique est déterminant pour comprendre l’Homme réunionnais, un individu ayant un ancrage à la fois dans la tradition et dans une modernité (choisie ou subie).

## Éléments de chronologique de la période
- Si vous ne connaissez pas le sujet, laissez ce bandeau (vous pouvez alors contacter les auteurs).
- Si vous supprimez le contenu mis en cause (vous pouvez préalablement contacter les auteurs),

argumentez précisément cette suppression dans la page de discussion
(un manque de référence n'est pas un argument ; une recherche réelle de référence doit avoir été effectuée, être formellement documentée).
- 1938, La fin de l'engagisme : l’entre-deux guerres verra une réforme fondamentale en termes d’attributions de compétences du Service de l’Immigration. Le Service de l’Immigration, précédemment confié au Service de l’Enregistrement, des Domaines et du timbre, a été transféré à la suite d’un rapport de la mission d’inspection des Colonies de 1937 à l’inspection du Travail. Ce service comprend à ce jour, en dehors de son chef, 9 syndics; un interprète malgache qui s’occupe également des matricules générales où sont notées les mutations survenues dans les syndicats et concernant les immigrants et une dactylo auxiliaire. Cette réforme permet d’avoir un état des lieux des derniers migrants présents à La Réunion. Le nouveau service ne s’occupera alors que de ces groupes, cités dans le document : « 1° - Des immigrants malgaches de race Antandroy introduits à la Réunion de 1922 à 1927 et qui se sont rengagés dans le pays. Ils sont au nombre de 648 et leur régime de travail est fixé par le décret du 22 septembre 1925. 2° - Des immigrants soumis au décret de 1887 comprenant 35 somalis et arabes du Yemen et 146 indiens, comoriens et cafres. 3° - Des immigrants rodriguais en très petit nombre. La majeure partie de ces immigrants, décimés par le paludisme et le béribéri, est retournée à Rodrigues. Le Service de l’Immigration n’a en principe qu’à passer les contrats avec les employeurs et à s’occuper des rapatriements. Il s’occupe activement d’arbitrer et d’apaiser autant que possible les conflits qui peuvent s’élever entre engagistes et engagés ». Cette réforme marque la fin de l’engagisme tel que fondé au XIXe siècle. Le déclenchement de la Seconde Guerre mondiale coupe par la suite La Réunion des relations avec les autres pays de la zone et achève cet épisode majeur du peuplement[2].

- 19 mars 1946, La Départementalisation : le 11 mars 1945, le Comité républicain d’actions démocratiques et sociales, le CRADS, est créé, rassemblant la classe ouvrière, la petite bourgeoisie de service - autrement dit les fonctionnaires - et les planteurs[3]. On retrouve par ailleurs toutes les tendances politiques. Des Réunionnais connus pour leur appartenance à la droite, tels que Roger Payet, Fernand Collardeau et Roger Serveaux, mènent la lutte aux côtés de Raymond Vergès, Léon de Lépervanche et Evenor Lucas. Tous veulent mettre à bas "la misère coloniale". Le CRADS s’investit en politique, enlève 12 communes aux municipales du 27 mai 1945, obtient 22 sièges sur 36 au Conseil général, le 7 octobre de la même année. Le 21 octobre, Raymond Vergès et Léon Lépervanche gagnent les législatives, et leurs sièges à l’Assemblée constituante. Ils font voter le 19 mars 1946 la loi de départementalisation qui transforme les quatre vieilles colonies en départements français.

- Autour de 1950 : commencés en 1950, les travaux visant à construire des centrales hydroélectriques : Langevin (1961), Takamaka (1968), Bras-de-la-Plaîne (1971), la centrale thermique du Port et la centrale hydroélectrique de la rivière de l’Est (1979)[4].

- 1951 : Introduction du SMIC à La Réunion. Il ne représentait encore en 1991 que 83 % de celui de la métropole. La réévaluation du SMIC a lieu chaque année au mois de juillet de façon que l’accroissement du pouvoir d’achat ne soit pas inférieur à la moitié du gain du pouvoir d’achat du salaire horaire ouvrier. Scherrer annonce que le rattrapage devrait trouver son terme le 1er janvier 1995.

- Autour de 1952 : au lendemain de la Seconde Guerre mondiale, la majeure partie de la population est illettrée et seuls quelques privilégiés ont accès à l’enseignement du second degré. La poussée démographique participe à la décision de l’administration de porter son effort sur la scolarisation au primaire. En 1952, débutent les premières constructions scolaires, certaines communes optent aussi pour l’installation d’écoles dans de vieilles maisons. À partir de 1958, on commence à construire des écoles dans des locaux préfabriqués. On passe de 30 500 élèves scolarisés en 1947 à 188 000 en 1988[5].

- 13 février 1952 : la modernisation économique passe par la fermeture des usines ce qui change radicalement le paysage de certaine ville. Le décret du 13 février 1952 exonère d’impôts les bénéfices consacrés aux investissements utiles, ce qui permet aux industries sucrières d’investir des sommes importantes dans la modernisation des usines et aux simples particulier de se lancer dans la construction de logements. Ainsi de 14 usines encore en fonctionnement à la fin de la seconde guerre mondiale, 7 étaient encore en activité en 1979. À partir de cette année, un plan de restructuration est mis en place pour concentrer les lieux de productions en deux sociétés que l’on connaît aujourd’hui sous le nom de Quartier Français (dont le centre de production est au Gol) et Eurocanne / Sucreries de Bourbon (dont le centre de production est à Bois-Rouge). En 1924 Léonus Bénard, fils de petits planteurs de la Rivière Saint-Louis, crée la société L. Bénard. Il étend peu à peu son domaine agricole dans cette région de l'île et achète bientôt l'usine sucrière du GOL. Un quart de siècle plus tard, il monte une nouvelle société baptisée "Les Établissements L. Bénard", qui détiennent 4 300 hectares de terres et trois usines : Pierrefonds, Les Casernes à Saint-Pierre et bien sûr le GOL. Le GOL était devenu la propriété de plusieurs familles avant que M. Bénard ne l'achète. Entre 1960 et 1970 interviennent un certain nombre de transformations, parmi lesquelles, une opération de concentration des trois sucreries en une seule implantée au GOL. La société L. Bénard  Sucrerie-Distillerie du GOL est alors créée pour exploiter l'usine du GOL.

- 17 et 18 mai 1959 : La fédération de La Réunion du Parti Communiste français, championne de la départementalisation en 1946, change son fusil d’épaule au cours de la VIème conférence fédérale du Port les 17 et 18 mai 1959. Elle décide de se constituer en Parti communiste réunionnais « et de mettre à son programme la revendication de l’autonomie ».

- 1972 : Création du centre universitaire de La Réunion au Moufia. Ce centre ne deviendra Université de La Réunion qu'en 1982.